# Catengue
Catengue ist eine Kleinstadt in Angola. Eine besondere Aloenpflanze ist hier heimisch, die nach dem Ort benannte Aloe catengiana.

## Geschichte
Catengue war mehrmals Schauplatz von Operationen im Angolanischen Bürgerkrieg (1975–2002) nach der Unabhängigkeit des Landes von Portugal. In der noch vor der Unabhängigkeit Angolas 1975 durchgeführten Operation Carlota erlitten die Truppen der späteren Regierungspartei MPLA hier 1975 eine Niederlage durch die eindringende Südafrikanische Armee.

## Verwaltung
Catengue war Sitz einer gleichnamigen Gemeinde (Comuna) des Landkreises (Município) von Caimbambo in der Provinz Benguela.
Mit der Gebietsreform 2024 wurde Catengue ein eigenständiger Kreis, mit nur einer, der namensgebenden Gemeinde.

## Verkehr
Catengue liegt an der historischen Benguelabahn, die die Kleinstadt mit der Provinzhauptstadt Benguela und der Hafenstadt Lobito, sowie mit Huambo, der zweitgrößten Stadt Angolas, und mit Luau verbindet, wo die Strecke auf das Gebiet der Demokratischen Republik Kongo führt und in die Verbindung der Société Nationale des Chemins de fer du Congo übergeht.

## Wirtschaft
Die Gemeinde ist landwirtschaftlich geprägt, insbesondere die Viehzucht ist zu nennen.
Im Zuge der Wiederaufbauprogramme wurden durch die Provinzregierung in der Gemeinde einige Neubauten errichtet und im Oktober 2013 landwirtschaftliche Maschinen zu Vorzugskonditionen verteilt, als Teil der staatlichen Bemühungen gegen Hunger und Armut. Viehzüchter der Gemeinde Catengue beklagten dabei gegenüber der Provinzregierung jedoch fehlende Unterstützung für sie in der Dürre, unter der die Region weiter leidet. Zur Versorgung der 35.000 Rinder und 11.000 Ziegen in Catengue haben die Züchter zwischenzeitlich Tankwagen zur Heranschaffung von Wasser angemietet.